# قنات امامیه
قنات امامیه؛ نام قناتی تاریخی مربوط به دورهٔ تیموری است و در شهرستان بینالود، بخش طرقبه، دهستان طرقبه، یک کیلومتری غرب میدان نمایشگاه مشهد واقع شده و این اثر در تاریخ ۸ دی ۱۳۹۰ با شمارهٔ ثبت ۳۰۵۹۹ به‌عنوان یکی از آثار ملی ایران به ثبت رسیده‌است.